# Тянь-Шаньская астрономическая обсерватория
Тянь-Шаньская астрономическая обсерватория (ТШАО) — основана в 1957 году вблизи Большого Алма-Атинского озера (БАО), в 30 км южнее Алма-Аты, Казахстан. До распада СССР ТШАО принадлежала ГАИШ МГУ. С 1994 года обсерватория принадлежит Астрофизическому институту имени В. Г. Фесенкова, директором которого является Омаров Чингис Тукенович.

## Руководители обсерватории
- Тянь-Шаньская астрономическая обсерватория:
  - с лета 1957 года — Елена Александровна Макарова — основатель станции
  - середина 1970-х годов — А. М. Черепащук[1]
  - 1979 — 1994 — А. В. Миронов
  - 1993—1994 гг — В. П. Горанский[2]
  - с 1994 года — Куратов Кенескен Сакенович — директор обсерватории ТШАО[3]
  - в данное время начальник Экспедиции Ломоносов П. Н.

- Заведующие корональной станцией:
  - 1963—1966 — Сакен Обашевич Обашев — и. о. заведующий корональной станцией
  - 1966—2005 — Сакен Обашевич Обашев (1931—2005) — заведующий корональной станцией

## История обсерватории
Сейчас тут две обсерватории: Специальная Солнечная обсерватория и Тянь-Шаньская астрономическая обсерватория — обе обсерватории находятся в составе АО «Национального центра космических исследований и технологий НАК Республики Казахстан» — в 30 км к югу от Алма-Аты и в 2 км от Большого Алма-Атинского озера.
- Тянь-Шаньская астрономическая обсерватория (ранее: Высокогорная Станция, Тяньшанская высокогорная экспедиция ГАИШ МГУ или Высокогорная Алма-Атинская станция ГАИШ)

Тянь-Шаньская астрономическая обсерватория (примерно 2735 м, в 30 км южнее Алма-Аты) была основана в июне — августе 1957 года Еленой Александровной Макаровой, в рамках программы Международного геофизического года, как постоянная высокогорная экспедиция ГАИШ МГУ (Тяньшанская высокогорная экспедиция ГАИШ МГУ). В 1962 году экспедиция переросла в постоянную наблюдательную станцию.
В разное время обсерваторией руководили Е. А. Макарова, А. М. Черепащук, А. В. Миронов и В. П. Горанский. Много сил и энергии в становлении обсерватории в 1985—1991 годах приложил Х. Ф. Халиуллин. В 1994 году Обсерватория перешла под юрисдикцию Госкомимущества РК и передана в управление Астрофизическому Институту им. В. Г. Фесенкова. С 1994 года по настоящее время обсерваторией руководит К. С. Куратов.
На территории обсерватории есть гостиничный комплекс и около десятка башен с оптическими инструментами. В 2007 году Тянь-Шаньская обсерватория была хорошо отремонтирована. Яркость неба 21.2 — 21.6 зв.вел. с кв. угл. сек. в фильтре V.
- Космостанция

В шести километрах выше по шоссе находится Тянь-Шаньская высокогорная научная станция ФИАН (Космостанция). Космостанция расположена на перевале Джусалы-Кезень на высоте 3336 метров над уровнем моря. Она была организована в 1957 г. и на ней ведутся проекты по регистрации частиц космического излучения. Космостанция сейчас работает.
- Специальная Солнечная обсерватория (Тянь-Шаньская корональная станция или Высокогорная Солнечная обсерватория)

Корональная станция была создана в 1952 году. По инициативе В. Г. Фесенкова в 1966 году было начато строительство Высокогорной Солнечной обсерватории пик Алма-Ата на высоте 3000 метров. Сакен Обашевич Обашев активно участвовал в организации станции: в строительстве и оснащении станции современными солнечными телескопами. С 1968 года на станции проводятся постоянные наблюдения Солнца с высоким пространственным и спектральными разрешением.

## Инструменты обсерватории[9]
- Инструменты ТШАО:
  - Два 1-м телескопа Цейс-1000 — (установлены в 1991г) — модернизированы в 2013—2014 году современной электронной системой управления. На Восточном установлен редьюсер фокуса до 6500мм и позволивший получить поле в 20’x20’ на CCD Apogee U9000. На западном в фокусе 13280мм и CCD Apogee CG42UV возможно работать в ультрафиолетовой части спектра на поле 7,2’x7,2’. Также имеется возможность удаленного управления телескопами из любой точки мира.
  - Два АЗТ-14 (D = 480 мм, F = 7715 мм) — телескопы системы Кассегрен, установлены в 1966 (используется для экскурсий туристов) и в 1983 годах;
  - 360-мм самодельный Ричи-Кретьен (прикреплен параллельно АЗТ-14 1983 года) + SBIG ST-402МЕ — на нём А. В. Кусакин проводит фотометрические исследования;
  - Телескоп системы Шмидта (D = 500 мм, F = 8000 мм, поле 6 х 6 градусов, 1974 год) — производство ГДР. Вначале был установлен на Каменском плато, но вскоре был перенесен на Тянь-Шанскую обсерваторию
  - 80-см ГАИШевский телескоп — на стадии восстановления.
  - SBG (оптическая система: камера Шмидта, D = 420 мм, F = 770 мм) — спутниковая камера

- Инструменты Специальной Солнечной обсерватории:
  - Малый Внезатменный коронограф Лио (D = 184 мм, F = 3000 мм) (1952 год) — перенесен с Каменского плато, затем в 1965 году ещё раз привезли на данную станцию этот же инструмент.
  - Большой коронограф Никольского (D = 530 мм, F = 8000 мм) (1969 год) — комплект оптики хранится на ТШАО
  - АЦУ-5 (D = 440 мм, F = 17 500 мм) — стандартный горизонтальный солнечный телескоп (1958 год) — возможно, что: (D = 300 мм, f= 15000 мм)
  - Небольшой фотогелиограф (D = 200 мм, F = 3000 мм) — изготовлен в мастерских института, изобретение Сакена Обашевича Обашева и Геннадия Сергеевича Минасянца — позволяет получать фотографические изображения Солнца с высоким пространственным разрешением в интегральном оптическом диапазоне.
  - рефрактор-кудэ фирмы «Оптон» (ФРГ) с На-фильтром (D = 150 мм, F = 2250 мм) (1968 год) — солнечный На-телескоп

- Инструменты Института Ионосферы Республики Казахстан (Радиополигон «Орбита») :[10]
  - 12-метровый радиотелескоп ТНА-57 — солнечный радиотелескоп (1 / 3 ГГц) разработанный на основе станции ТНА-57 «Орбита» (системы сопровождения искусственных спутников Земли). Радиотелескоп активно используется для регистрации радиоизлучения Солнца. Радиополигон «Орбита».
  - Оптические инструменты
  - Высокогорный нейтронный монитор (Станция космических лучей, она же «Космостанция» (3340 м над уровнем моря) — основана в 1957 году)
  - Сверхсветосильный (1:0.7) небулярный спектрограф Н. Н. Парийского — для изучения противосияния и свечения неба (1957 год) — установлен от ГАИШ был

## Направления исследований[3]
- Солнечная корона
- фотометрия звезд
- контроль солнечной радиоактивности
- оптические исследования атмосферы
- физика Солнца
- физика туманностей
- динамика гравитирующих систем
- звездная спектрофотометрия
- физика планет

## Основные достижения
- В 1985—1990 годах была проведана фотометрия 15000 звезд в фильтрах WBVR на основе чего был создан каталог[11]
- В 1979—1982 годах было проведено множество наблюдений звезд типа Дельта Щита

## Интересные факты
- Четыре обсерватории в одном месте:
  - Тянь-Шаньская астрономическая обсерватория (ТШАО)
  - Специальная солнечная обсерватория — корональная станция
  - Радиополигон «Орбита» — наблюдательная станция института ионосферы Республики Казахстан
  - «Космостанция» — Тянь-Шаньская высокогорная научная станция Физического института имени П.Н Лебедева Российской академии наук (ФИАН) — в шести километрах движения по горному серпантину шоссе (3336 м выше уровня моря)

## Иллюстрации

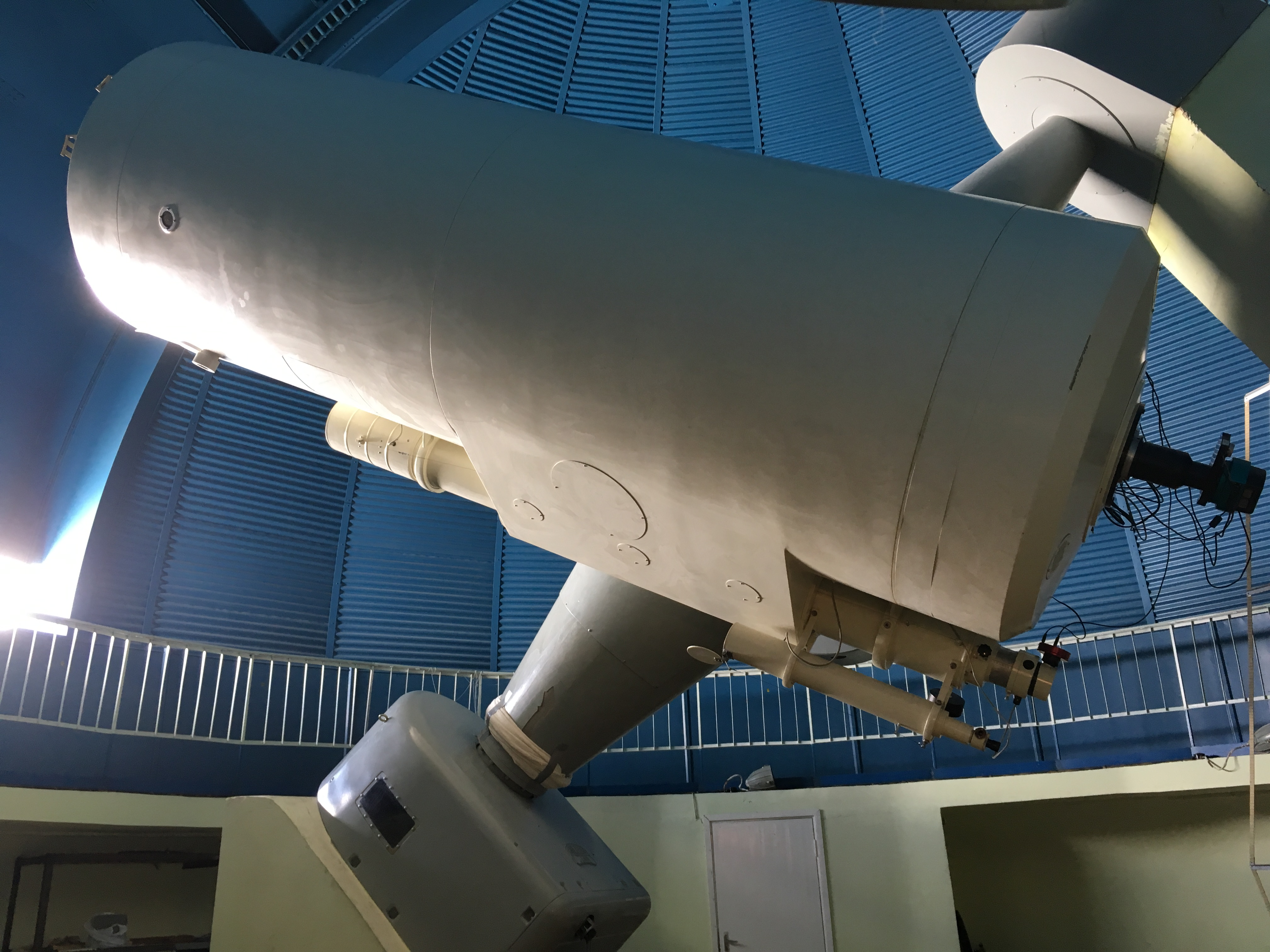
Телескоп Zeiss-1000
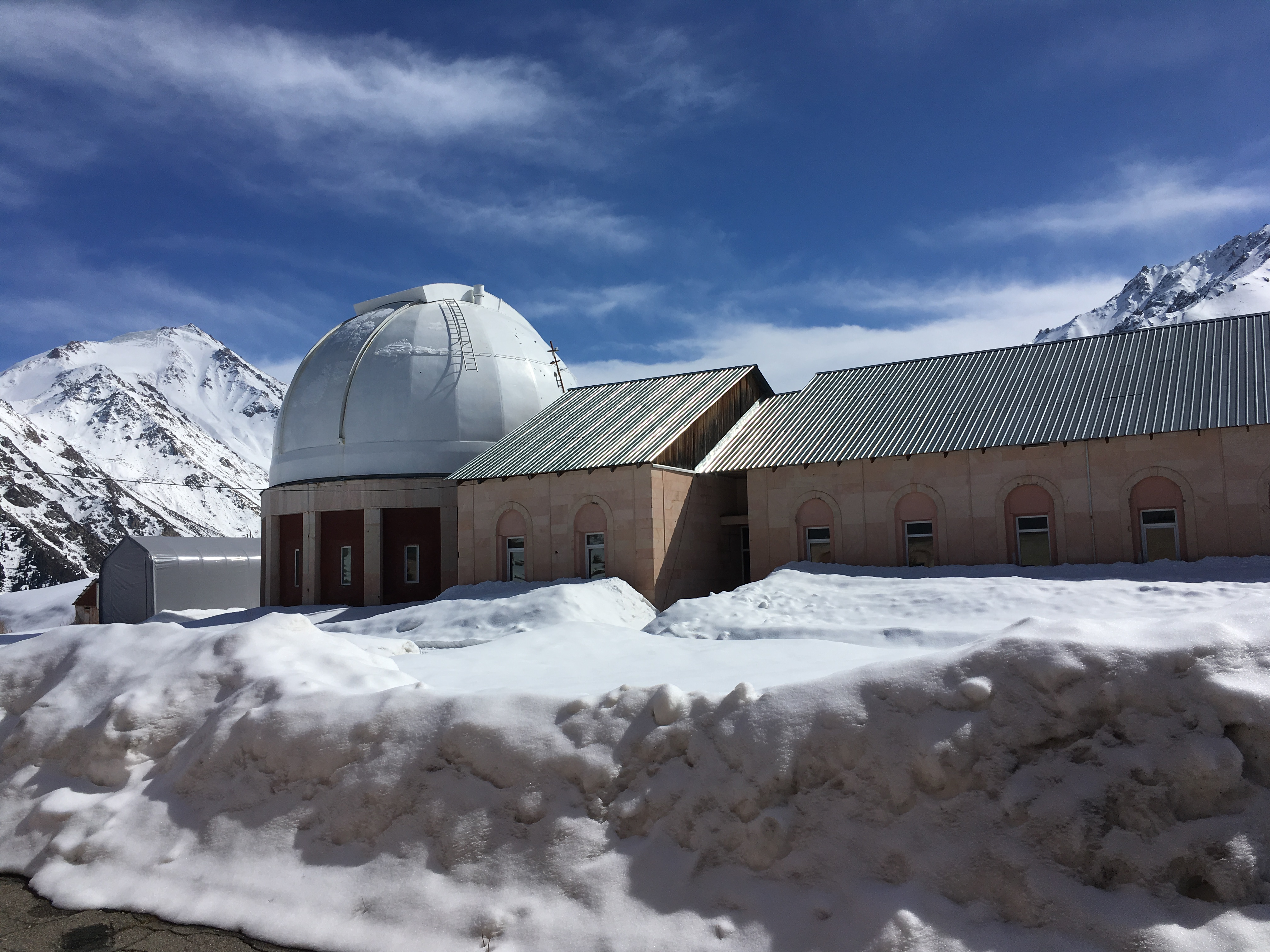
Павильон телескопа Zeiss-1000, восточный
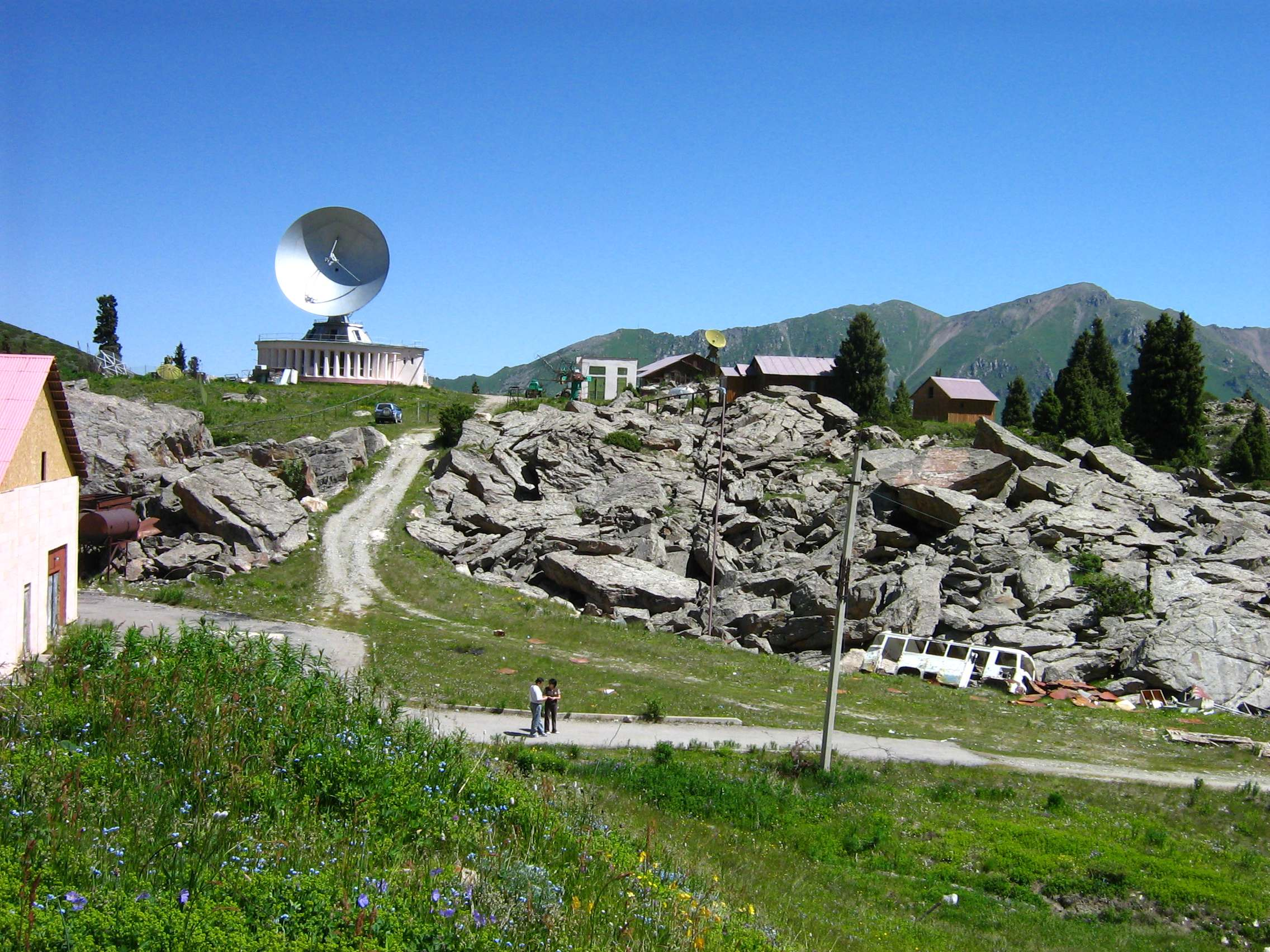
Вид на радиополигон "Орбита" с юга, фрагмент строения слева - одно из зданий Тянь-Шаньской астрономической обсерватории (ТШАО)
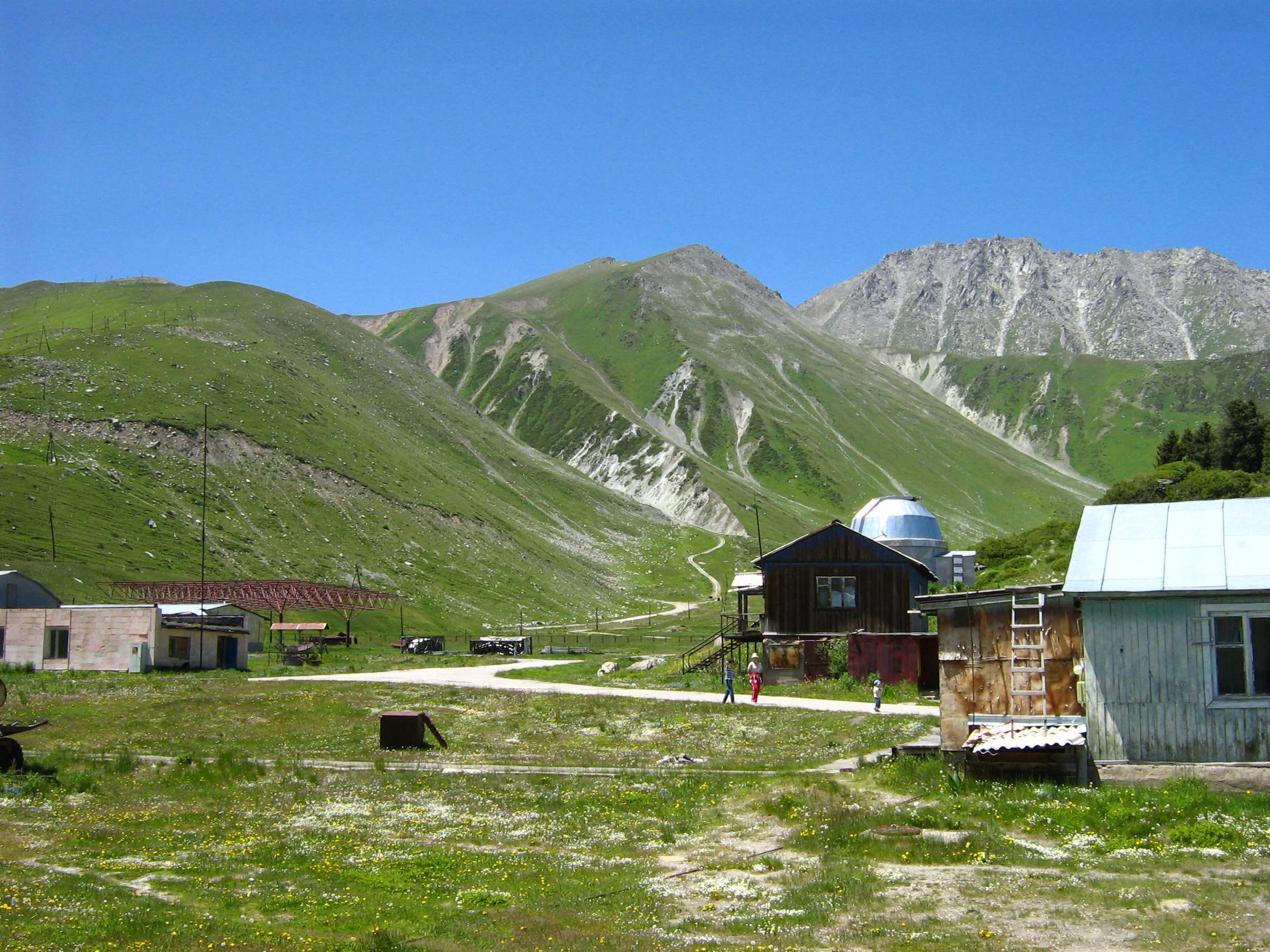
Территория Тянь-Шаньской астрономической обсерватории - вид на въезд
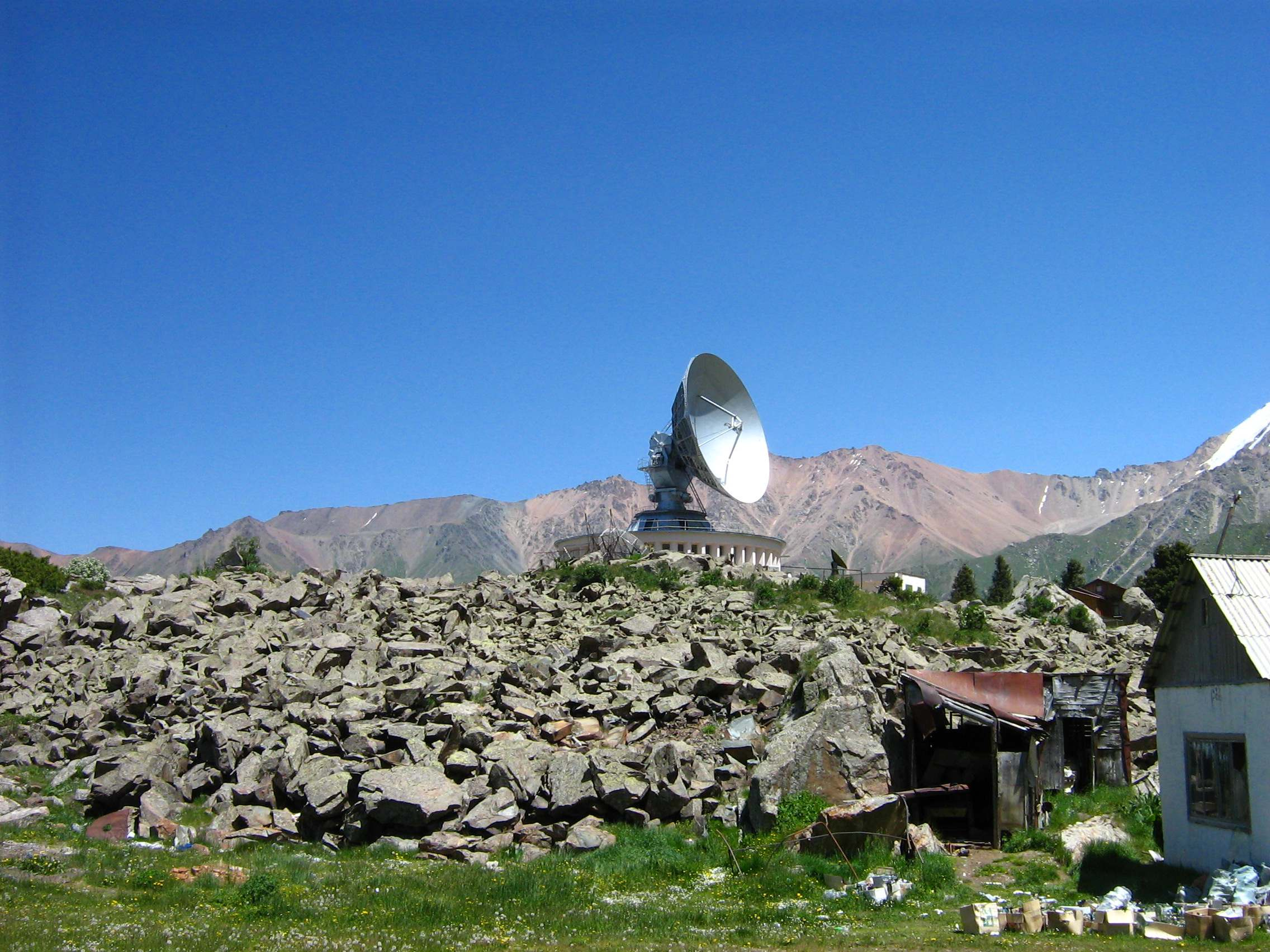
Радиополигон "Орбита" института ионосферы (вид с территории ТШАО)